# Hanna Lis

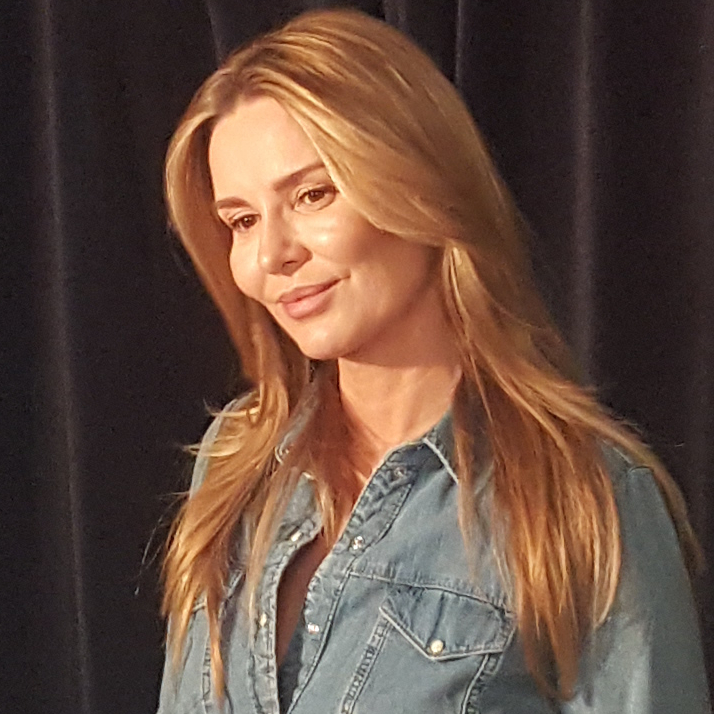
Hanna Lis

Hanna Lis, född som Kedaj (och första namn som gift: Smoktunowicz) den 13 maj 1970 i Warszawa, är en polsk TV-journalist. Hon startade sin karriär på polsk public service TV där hon bland annat ledde nyhetsprogrammet "Teleexpress"). 2002 bytte hon tjänst till den kommersiella kanalen TV4 där hon ledde programmet "Dziennik". 2004 tog hon tjänst vid Polsat, där hon blev nyhetsankare för programmet Wydarzenia. 